# بيرت هيل
بيرت هيل (بالإنجليزية: Bertie Hill)‏ (8 مارس 1930 في المملكة المتحدة - 14 يوليو 2017) هو لاعب كرة قدم بريطاني في مركز نصف الجناح. لعب مع تشيلسي وكولتشستر يونايتد ونادي دارتفورد وهاستينغز يونايتد ‏.

## وصلات خارجية
- بيرت هيل على موقع قاعدة بيانات كرة القدم.إي يو (الإنجليزية)